# Gil Blas (krant)

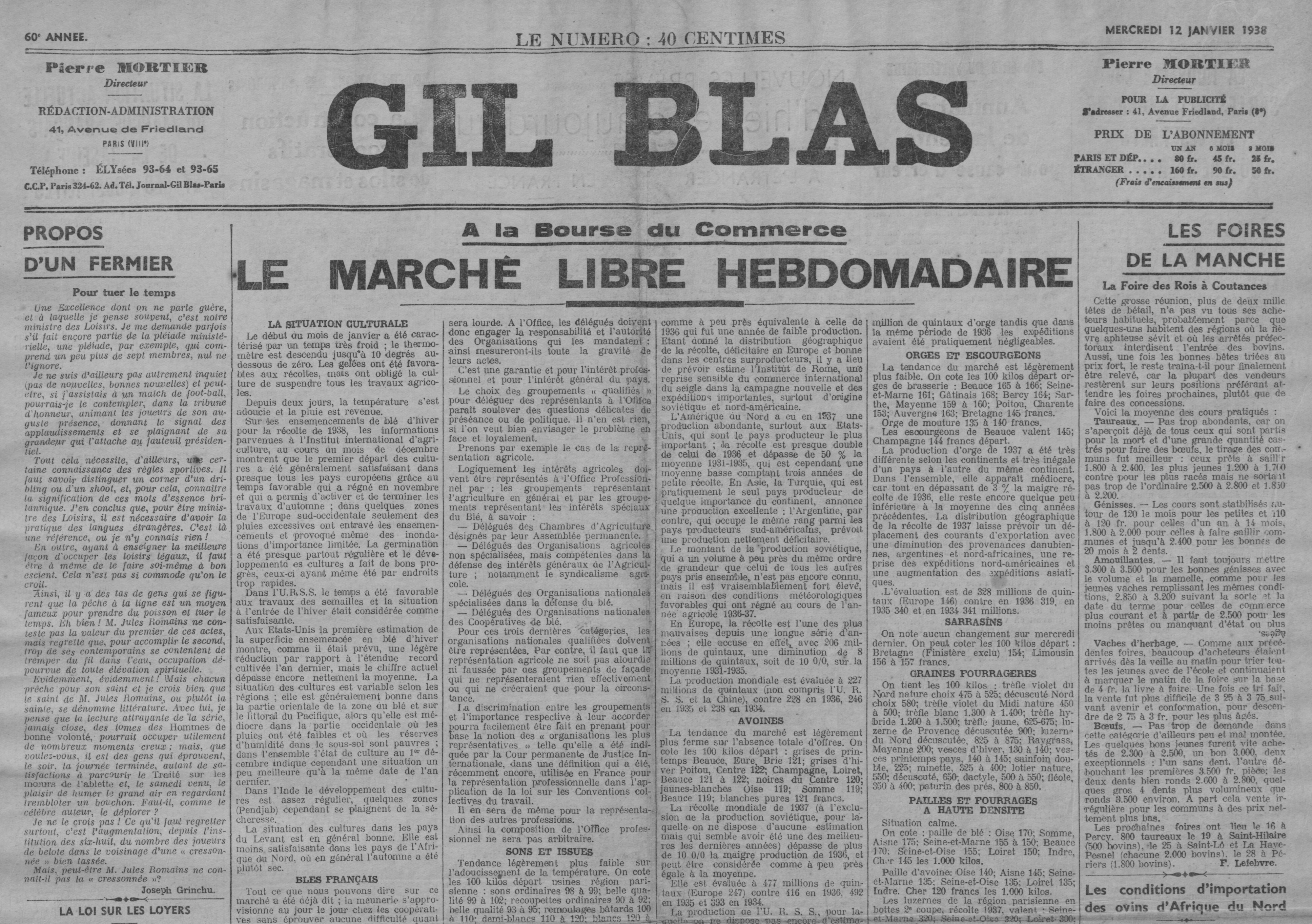
Laatste nummer in 1938

Gil Blas (of Le Gil Blas) was een Frans literair tijdschrift. Het werd in 1879 uitgegeven door Augustin-Alexandre Dumont.

## Beschrijving
Het blad werd vernoemd naar de schelmenroman Gil Blas van Alain-René Lesage. De eerste uitgave was op 19 november 1879.
Een citaat van Jules Janin in het voorwoord van de heruitgave van Lesage's roman gaf het devies voor de krant: Amuser les gens qui passent, leur plaire aujourd'hui et recommencer le lendemain. In Nederland werd het blad minder gunstig ontvangen met omschrijvingen als vuile bladen, en vulgair.
In 1881 werden, door de "Société Anonyme Journal Le 'Gil Blas'", 6000 aandelen van 500 francs verkocht, later nog een aantal van 1500. Het tijdschrift verscheen regelmatig met een onderbreking gedurende de Eerste Wereldoorlog, (4 augustus 1914 tot 20 januari 1921). Daarna verscheen het blad minder regelmatig tot 12 januari 1938.

### Inhoud
Voordat romans en verhalen van bekende schrijvers in boekvorm verschenen werden ze geregeld door Gil Blas als feuilleton gepubliceerd, o.a. Au Bonheur des Dames (1883),  "La Joie de vivre" (1884), Germinal (1884) en "L'Œuvre" (1885), "L'Argent" (1891) van Émile Zola, korte verhalen van Guy de Maupassant en ook de Franse roman "L'impossible sincérité" van de Nederlandse schrijfster Hélène van Zuylen die startte op 13 mei 1905.
Het tijdschrift gaf ook kunst- en "theaterkritiek" met bijdragen van onder meer "René Blum"(Franse oprichter van Ballet de l'Opera a Monte Carlo), 
"Alexandru Bogdan-Pitesti" en "Abel Hermant". 

Théophile-Alexandre Steinlen en "Albert Guillaume" (schilder, karikaturist) verzorgden de illustraties.
Éloi Dubuisson de opvolger van Dumont liet, als toegift voor abonnees, in 1891 een wekelijks supplement, le Gil Blas illustré uitgeven.

## Wetenswaardigheden
- Gil Blas was niet het eerste en enige tijdschrift met die naam: in de periode 1864-1872 verscheen in Spanje en Spaans sprekende landen "Gil Blas, perio´dico poli´tico sati´rico", een satirisch politiek georiënteerde uitgave van Antonio Garci´a in Madrid.
- In 1895 liet een Amerikaanse kunstenaar John French Sloan in Philadelphia een Engelstalige wekelijkse versie van Gil Blas uitbrengen, na korte tijd werd de uitgave gestaakt. In het "Delaware Art Museum" (Wilmington, Delaware, USA) bevinden zich nog enkele exemplaren.[2]
- 1925, "Gil blas: el gran diario de Oriente", tijdschrift in de Spaanse taal, uitgegeven rond 1925 in Puebla, Mexico.[3]

## Afbeeldingen

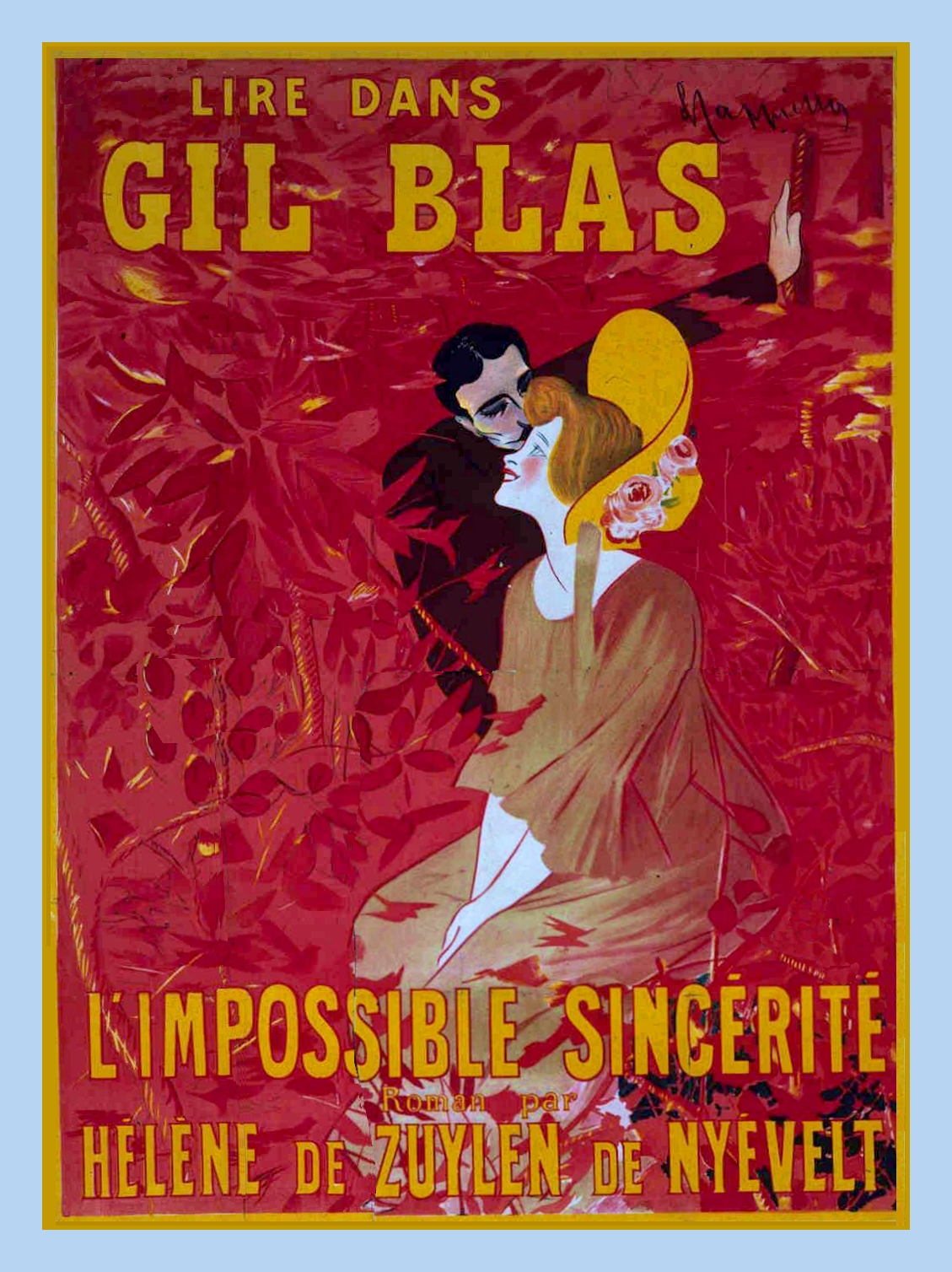
Gil Blas, Hélène van Zuylen, 1905
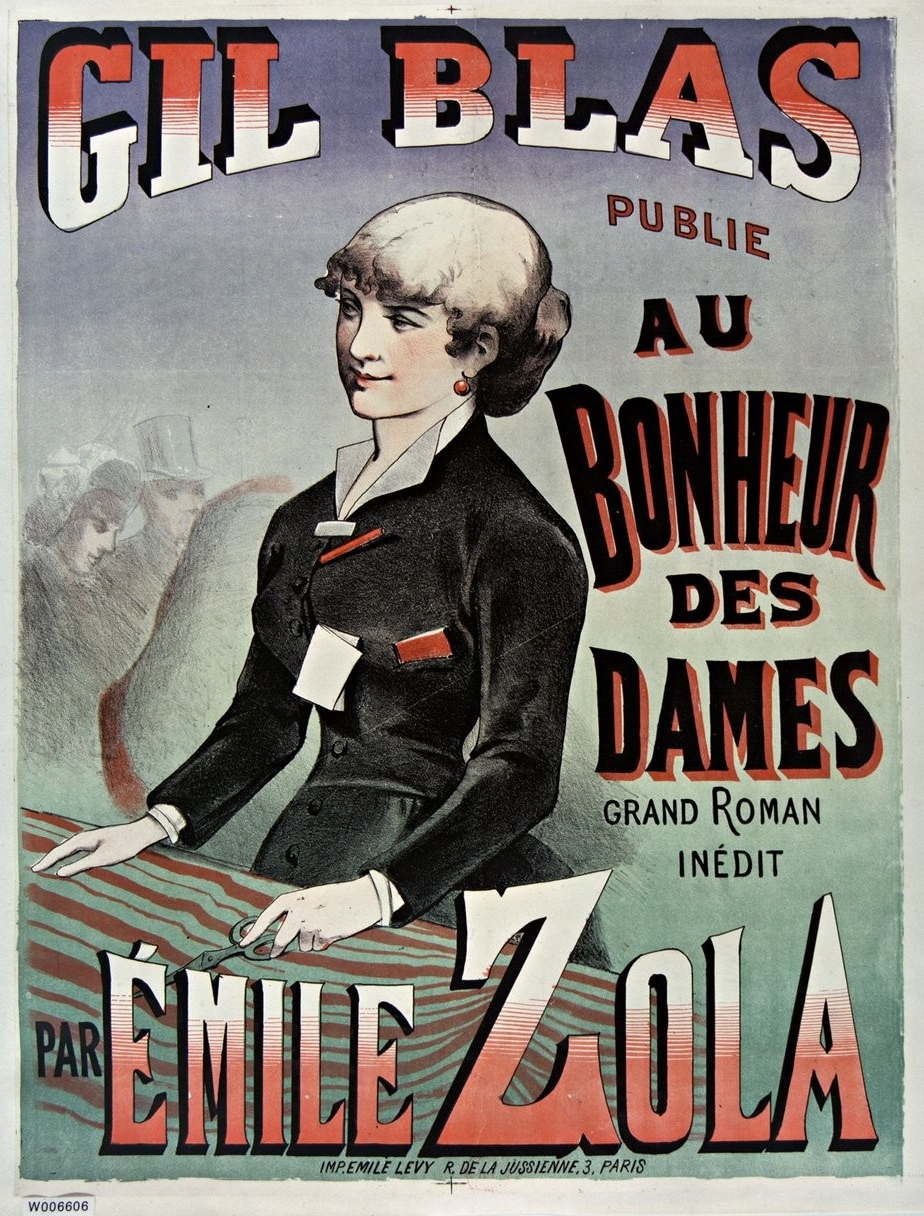
Gil Blas 1880, Au bonheuer des dames, Zola
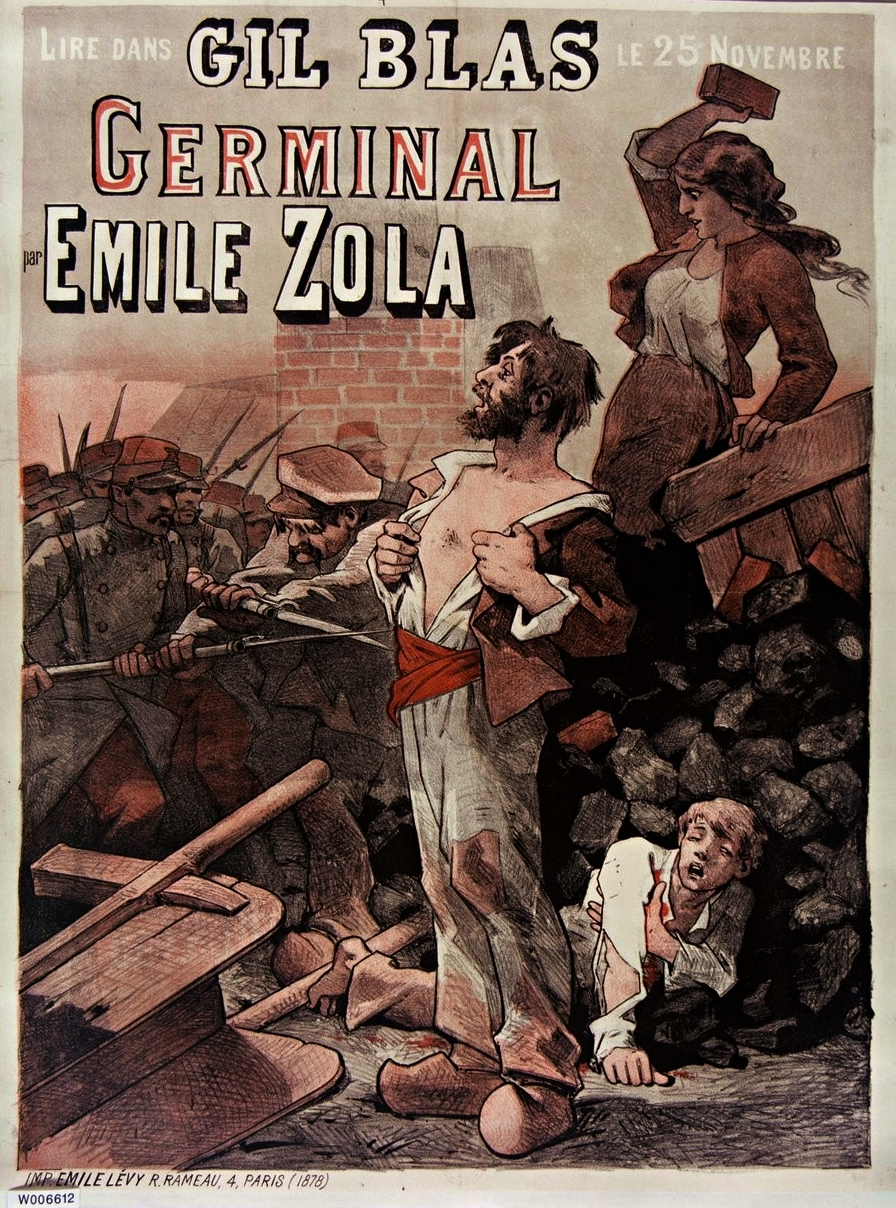
Gil Blas, 1878, Germonal, Zola
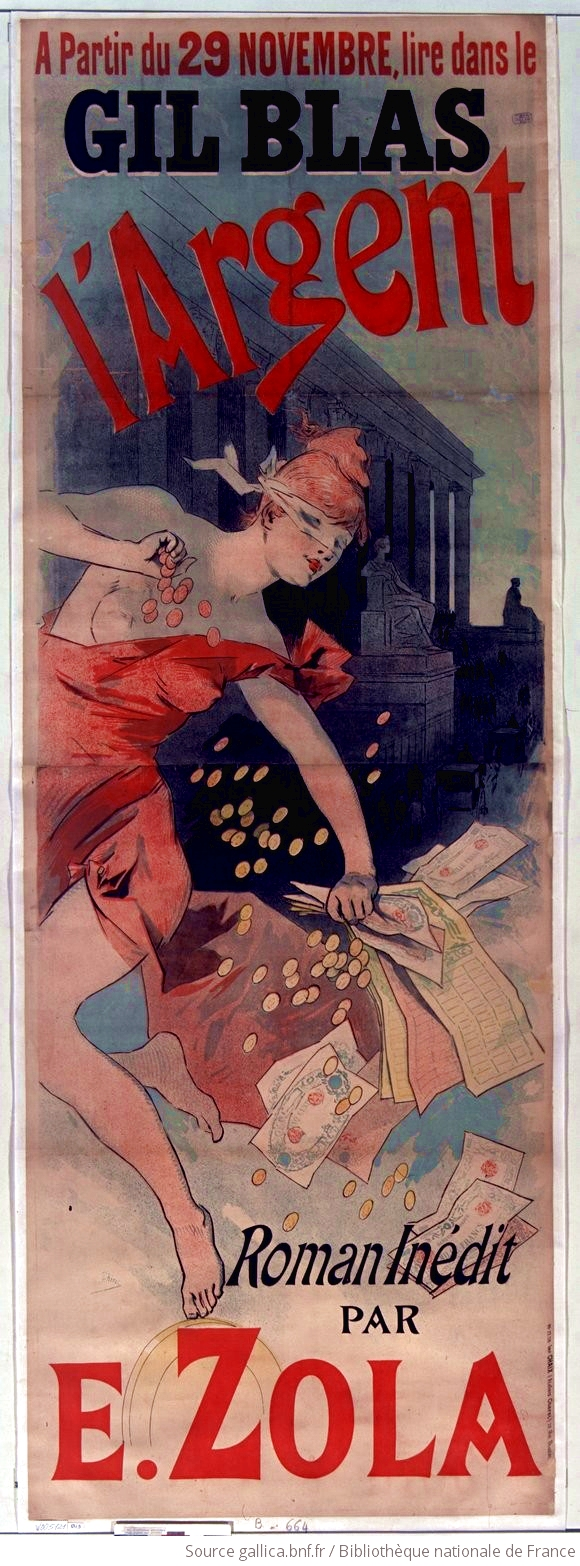
Gil Blas, L'Argent, Zola, 1888

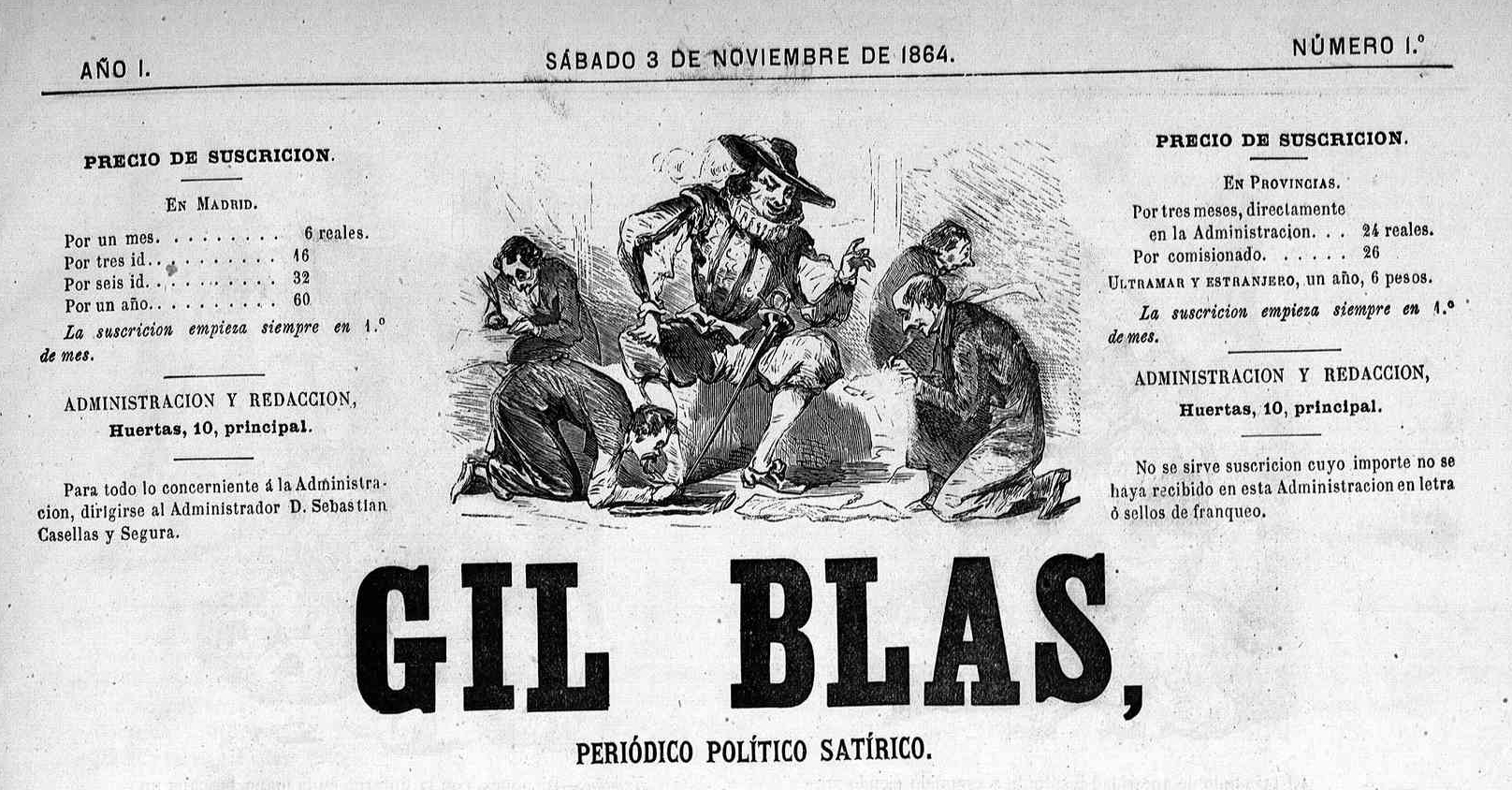
Gil Blas, 3 november 1864
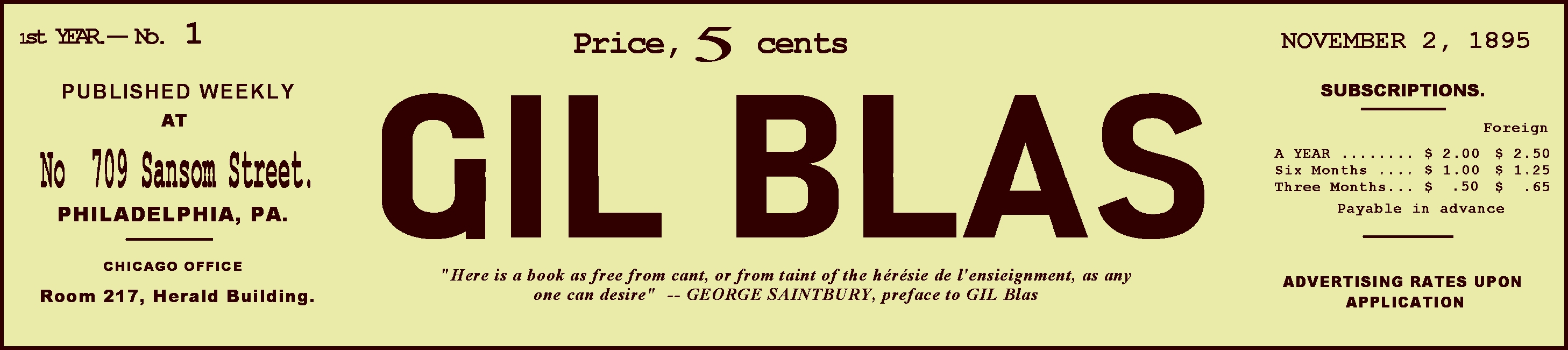
Impressie Gil Blas Philadelphia 1895

- Bibliothèque nationale de France: cb344298410 (data)